# Quartier des Ternes
Le quartier des Ternes est le 65e quartier administratif de Paris situé dans le 17e arrondissement. Il est également considéré comme l'un des plus huppés de l'arrondissement, avec son voisin, le quartier de la plaine Monceau.
Il est délimité par la place de l’Étoile, l'avenue de la Grande-Armée, la porte Maillot, le boulevard périphérique (et légèrement au-delà depuis 1929), la porte de Champerret, la rue Rennequin, le boulevard de Courcelles jusqu'à la place des Ternes et l'avenue de Wagram jusqu'au retour à la place de l'Étoile.
Le quartier est longé au sud par le grand axe de l'avenue de la Grande-Armée, qui le sépare du quartier de Chaillot (anciennement Passy). Il est traversé de part en part par l'avenue des Ternes qui forme depuis des siècles son axe central. Celle-ci se prolonge vers le centre de Paris par la rue du Faubourg-Saint-Honoré et vers l'ouest, en direction du pont de Neuilly et de la Défense, par l'avenue du Roule située entièrement sur la commune de Neuilly-sur-Seine.

## Situation
Le quartier des Ternes correspond à peu près à l'ancien village du Haut-Roule, situé au niveau de l’actuelle place des Ternes et à une partie de la plaine dite des Sablons qui s’étendait vers l'ouest jusqu'à la Seine.

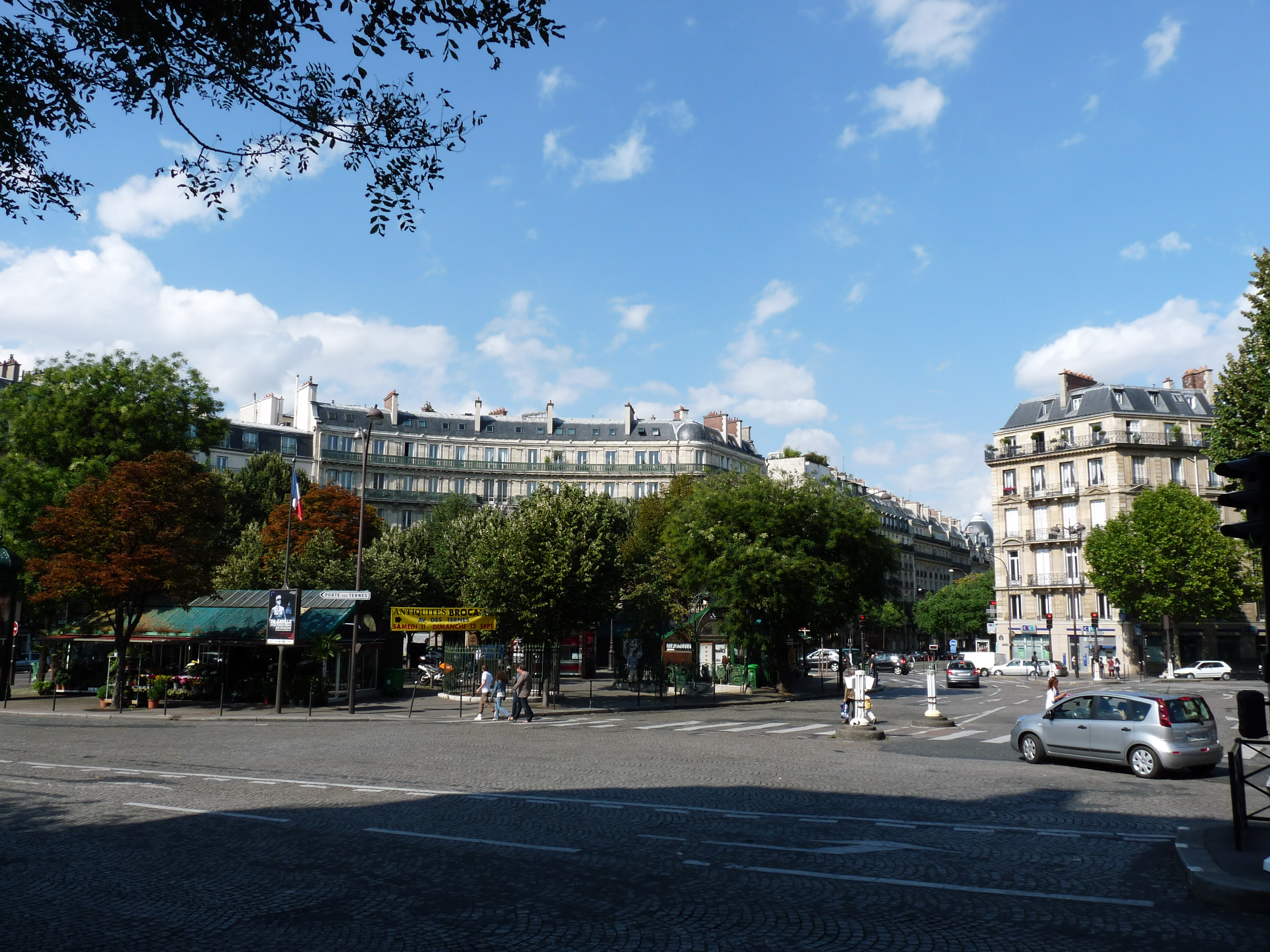
La place des Ternes, ancienne barrière du Roule.

Cette plaine était déjà, avant les Romains, une des voies d’accès à Lutèce des plus fréquentées, car elle constituait « la » voie décumane sur l'axe Rouen-Sens. Cette chaussée du Roule empruntait la moins grande pente en passant entre la butte de l’Étoile (dite montagne du Roule, aujourd’hui très rabotée) et les hauteurs de Monceaux et de Montmartre. Elle allait jusqu'au gué de Neuilly, permettant un accès facile depuis la Bretagne et la Normandie jusqu'aux Halles de Paris (anciennement marché des Innocents).
Le nom de Roule vient très certainement des rouliers. Ils étaient des « commissionnaires qui reçoivent et se chargent de faire transporter toutes sortes de caisses, malles et ballots de marchandises, par toutes les villes du Royaume et des pays étrangers, à des prix convenus avec les commettants ». Ils fréquentaient en nombre cette grande pénétrante ouest, à l'extrémité du faubourg Saint-Honoré et du Roule. Cette entrée est une des plus importantes de Paris[réf. nécessaire] car elle est la route d’Évreux, de Caen, de Rouen et la haute Normandie. Les règlements de police excluant de la barrière de l'Étoile à l'arrivée de certaines voitures chargées, toutes les provisions qui viennent par le pont de Neuilly se présentent à la barrière du Roule. Le nombre des voitures qui chaque jour entrent dans Paris par cette voie est estimé à 2 000. Située également sur la route de Saint-Germain, l'avenue des Ternes actuelle n'en est qu'une faible section et ne draine plus qu'un faible trafic par rapport à l'avenue de la Grande-Armée, quasiment parallèle, qui n’existait pas alors. Elle forme aujourd’hui le grand axe de l'ouest de Paris, mais elle est de création tardive. C'est Louis XIV qui charge André Le Nôtre, vers 1670, d’aménager une promenade plantée jusqu'au niveau de l'actuelle place de l'Étoile. Elle ne sera prolongée jusqu'à la Seine que sous Louis XV et restera une promenade jusqu'au XIXe siècle.

## Historique

### Alentour et constitution du périmètre
Aux temps préhistoriques, une immense forêt de chênes, la forêt de Rouvray s'étendait jusqu'aux portes de Paris. Le bois de Boulogne tout proche en est l'un des reliquats.

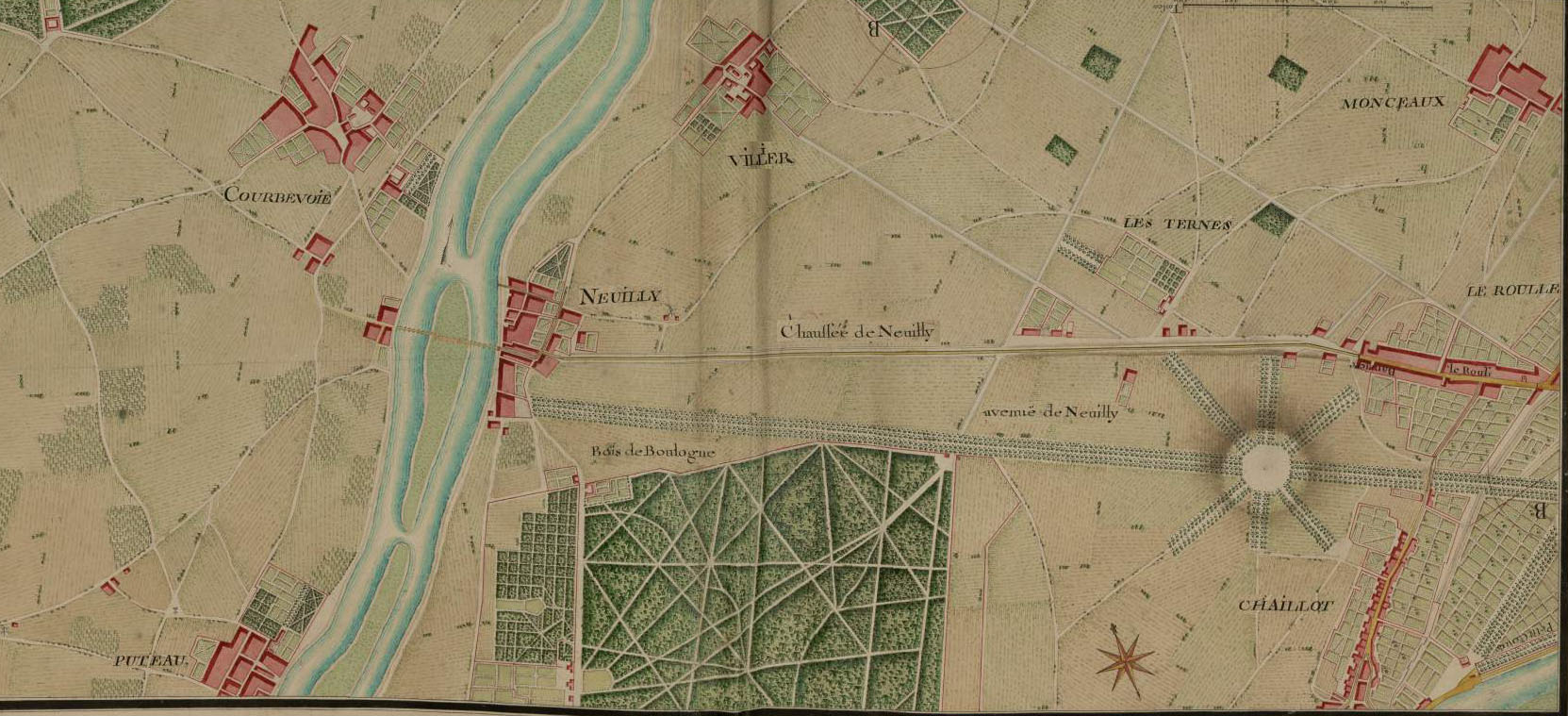
Plan Trudaine de 1760.

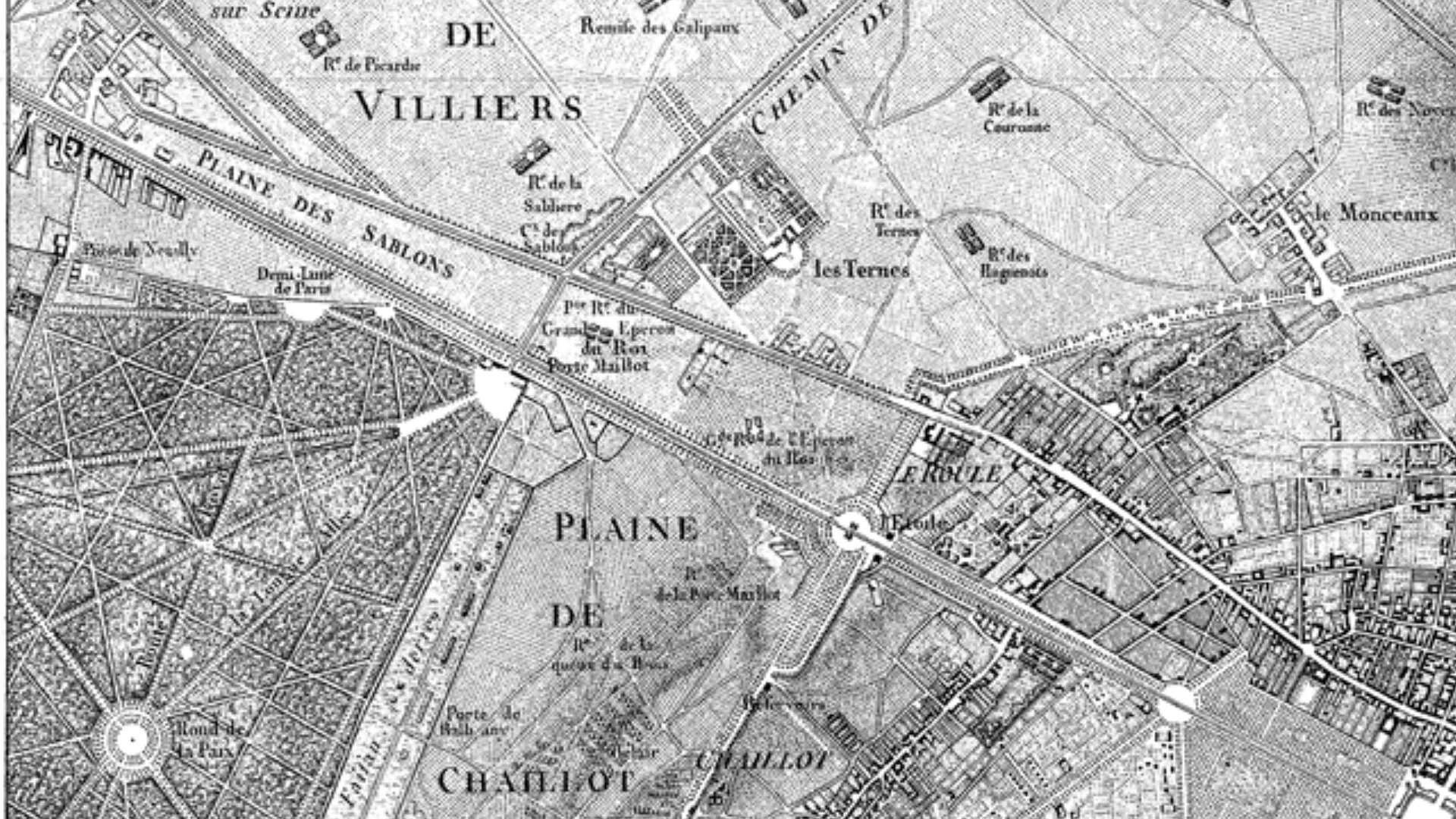
Les réserves de chasses royales autour des Ternes.

Les Gaulois de Camulogène ont probablement campé sur ces hauteurs avant de se faire étriller par les légions de Labiénus, permettant à celui-ci de conquérir la petite île nommée Lutèce. Au VIIe siècle, ce territoire faisait partie de l'énorme domaine royal de l’époque, centré autour de Clichy-la-Garenne. Les rois mérovingiens y possédaient leur résidence qui s'étendait à l’est jusqu'aux portes du Louvre. Dagobert Ier et ses successeurs y avaient un de leurs principaux palais (sedes regni) où se tinrent des conciles et des assemblées de grands du royaume.
Au XIIe siècle, la paroisse de Clichy englobe les Ternes, la plaine de Monceaux, Villiers-la-Garenne, Courcelles, Levallois, le Roule et la Ville l'Évêque jusqu'à la porte Saint-Honoré de l’époque (près du Louvre). La paroisse de Clichy est ensuite coupée en deux pour créer la paroisse de Villiers-la-Garenne, dont dépend les Ternes. C’est aussi par-là que Jeanne d'Arc, au début du XVe siècle, passe avec ses troupes pour donner l’assaut aux Anglais et aux Bourguignons qui occupent Paris.
À l'est, en 1690, le quartier du Roule est érigé en paroisse puis, en 1722, il se détache des terres de Villiers-la-Garenne et Clichy et devient alors partie intégrante de Paris, laissant le quartier des Ternes hors les murs. Les Ternes sont intégrés à la commune Neuilly en 1792 lors de la création de celle-ci.
En 1840, Neuilly comme beaucoup d'autres communes fut coupée en deux par la construction de l'enceinte de Thiers, puis en 1863, la partie intérieure (les Ternes) fut annexée à Paris dont elle devint le 65e quartier.

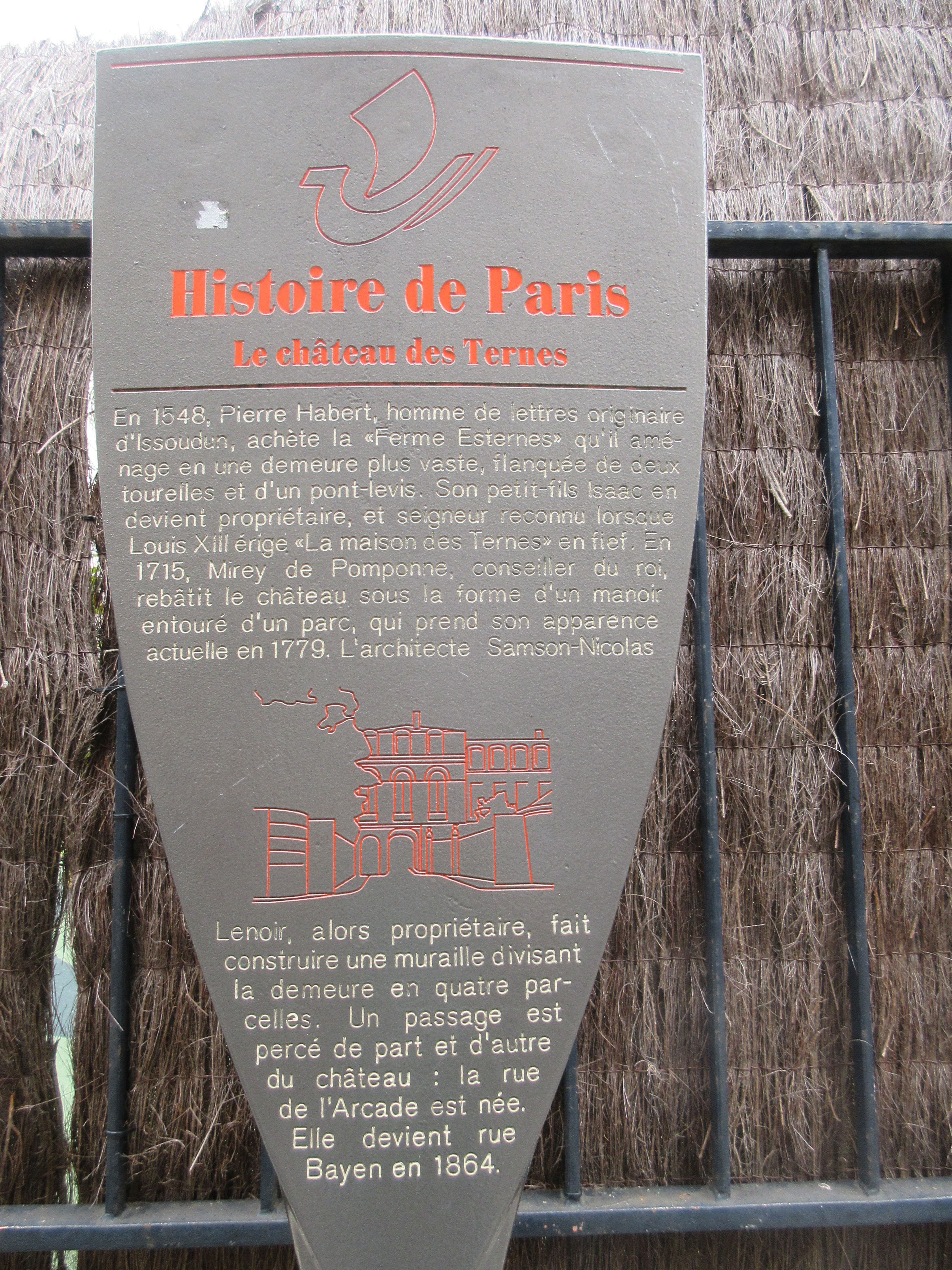
Panneau Histoire de Paris « Le Château des Ternes ».
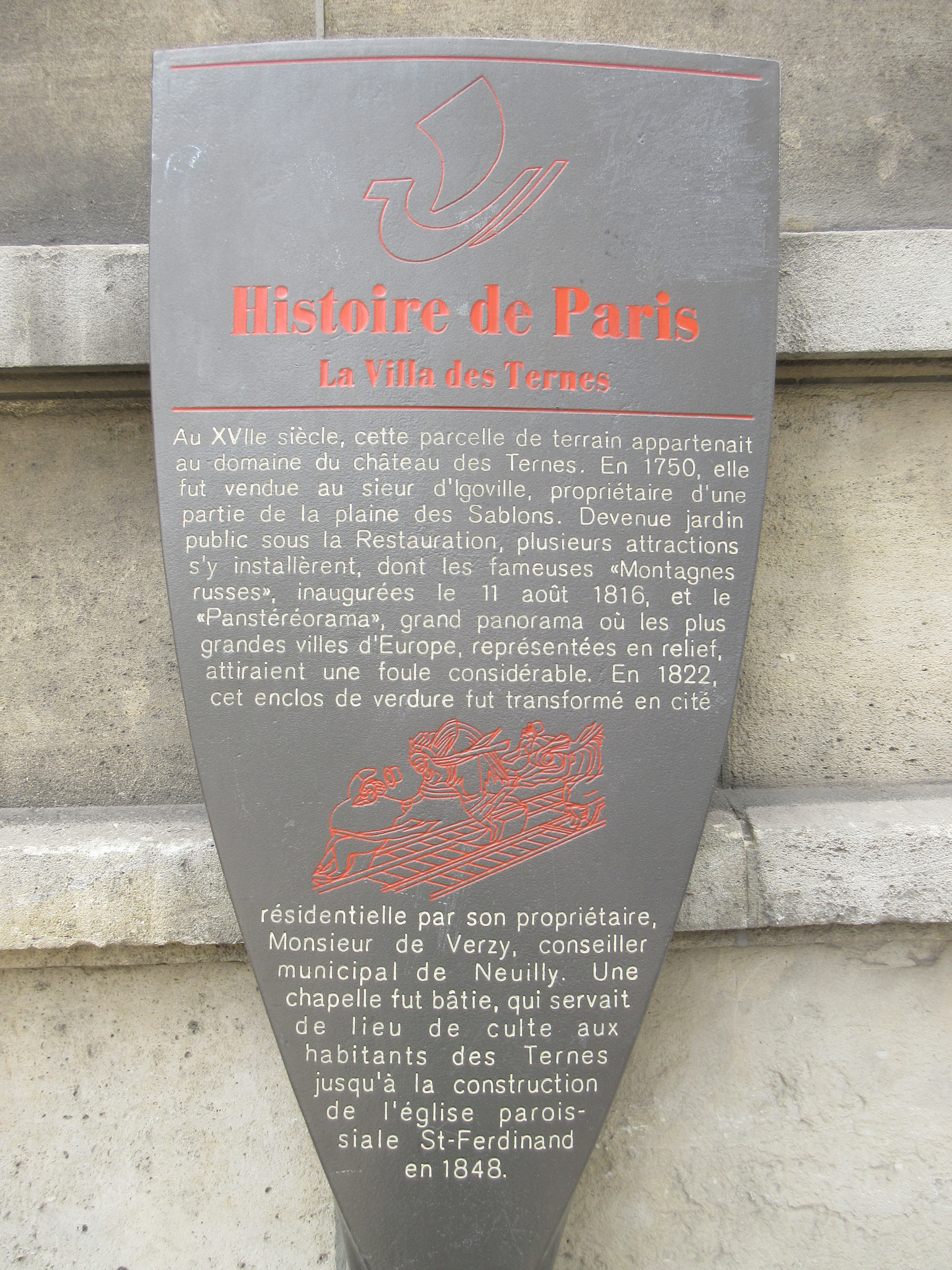
Panneau Histoire de Paris « La Villa des Ternes ».
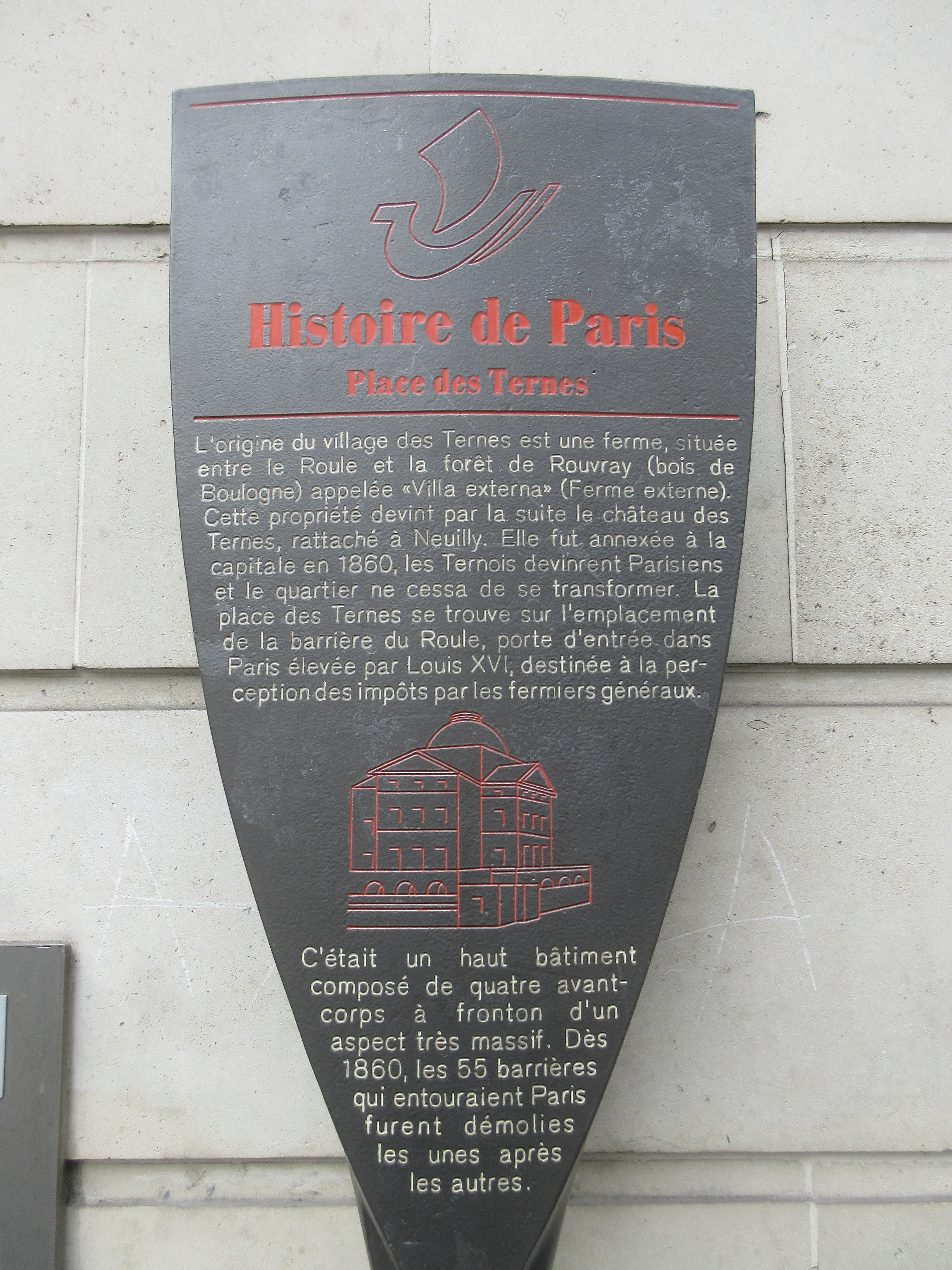
Panneau Histoire de Paris « Place des Ternes ».
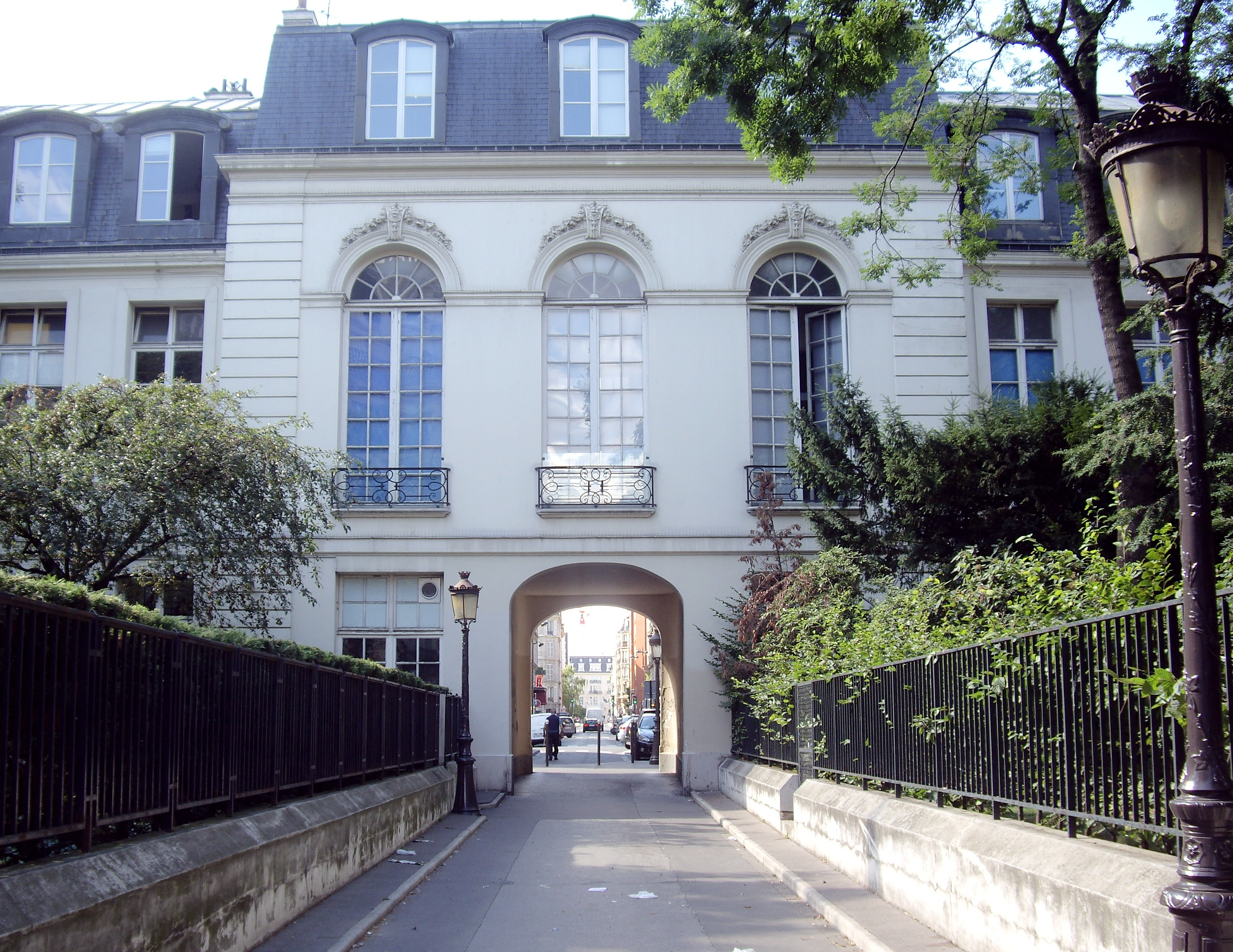
Le château des Ternes.

### Le village des Ternes
Au XIIIe siècle, les Ternes sont un modeste village de campagne entouré de forêts et de marécages, sur les pentes d’une colline boisée et giboyeuse réputée salubre appelée la « montagne du Roule ». Hormis quelques cultures et de maigres pâturages, cette plaine de chasse royale et de garenne, de petit bois avec remises de chasse, restera vouée au plaisir des seigneurs et des rois jusqu’à la Révolution.
Deux actes datés de 1236 et 1245 indiquent une donation, par l'abbaye de Saint-Denis à la maladrerie du Roule, de terres proches de la granchiam de Ternis (ferme des Ternes). D'autres textes, en 1320 et 1412, font état d'une villa externa : « ferme externe », décliné en « Estern », puis « Ternes », l'explication la plus communément admise pour l'origine de ce nom.
La villa externa fait partie du domaine de l’évêque de Paris, extérieur à Paris et à la Ville l’Évêque.
Aux Ternes (comme à Monceau), le premier noyau urbain ne s'est pas constitué autour d'un établissement religieux mais d'une résidence féodale. Cette ferme se transforma en un château que fit construire au milieu du XVIe siècle le calligraphe Pierre Habert, poète et valet de chambre de Henri III, qui en avait fait l'acquisition. Son petit-fils obtint de Louis XIII que les droits de fief lui fussent reconnus en 1634.
C’est autour de ce château que se développa le hameau des Ternes. Les premières grandes transformations subies par le château initial sont dues à Mirey de Pomponne, un financier receveur des consignations des requêtes de l'Hôtel de ville de Paris qui le fit rebâtir et réaménagea le parc qui fut très admiré. Le marquis de Galiffet donna dans ce château des fêtes magnifiques, à la fin du règne de Louis XV. Le père de Boileau, qui était greffier au Parlement, Bossuet, Mme d'Houdetot, Adanson et le général Dupont ont habité ce château des Ternes. En 1778, l'architecte Lenoir ouvre un chemin qui traverse le château de part en part et crée la rue de l'Arcade. Le seul vestige est le passage voûté de l'actuelle rue Bayen au niveau de la rue Pierre-Demours.

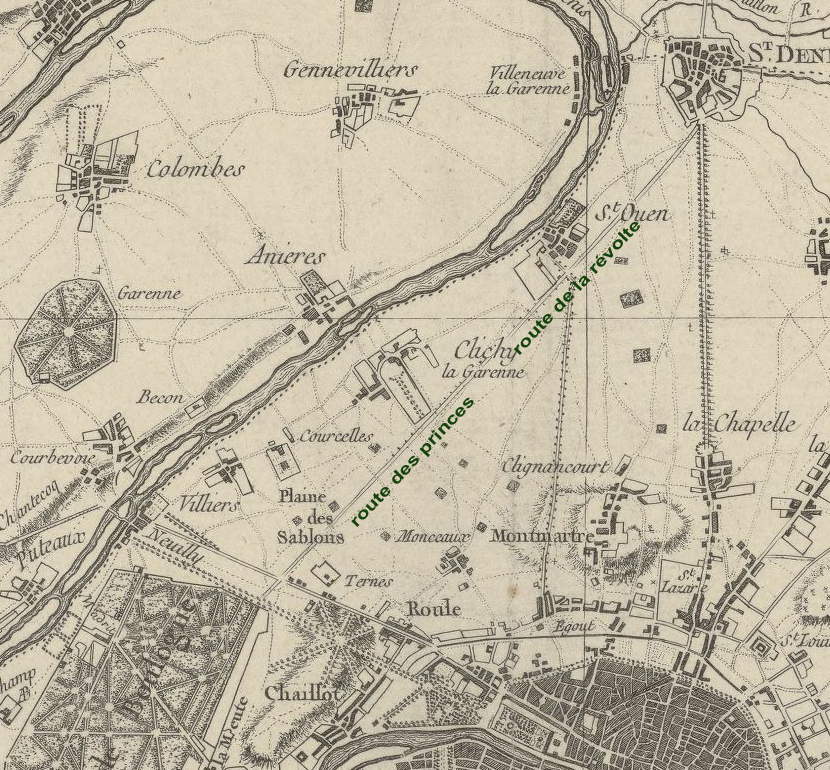
Route de la Révolte,
plan Roussel de 1730.

### La route de la Révolte
Le nord-ouest du quartier était bordé par la « route des Princes » qui venait de Versailles par l'allée Royale du bois de Boulogne, passait par l'actuelle porte Maillot et se prolongeait en ligne droite jusqu'à la basilique Saint-Denis.
Ce chemin prendra officiellement le nom de « route de la Révolte » en 1750 à la suite, dit-on, d'une colère de Louis XV qui contourna la ville en évitant les Parisiens. Il fit restaurer l'ancien chemin qui était en fort mauvais état, à tel point que le cortège funèbre de son arrière-grand-père Louis XIV, le Roi Soleil, s'était embourbé dans un virage, en 1715. C’est également ce tracé que suivra le convoi funèbre de Louis XV en 1774 jusqu'à la basilique de Saint-Denis. Mais ce nom comme celui de la porte Maillot pourrait bien plutôt rappeler la révolte des Maillotins de 1382 qui « s'étalèrent devant Montmartre en longues files » avec « les paysans de Clichy et des Ternes ».
L'entrée du parc du château des Ternes se situait sur cette route qui devint tristement célèbre 13 juillet 1842, lorsque le duc d'Orléans (Ferdinand-Philippe, le fils aîné du roi Louis-Philippe) y mourut des suites d'un accident de voiture à cheval. La mémoire de cet événement est conservée dans le quartier par la chapelle funéraire de l'église Notre-Dame-de-Compassion et par le nom donné à la paroisse dénommée Saint-Ferdinand des Ternes.

### Le mur des Fermiers généraux

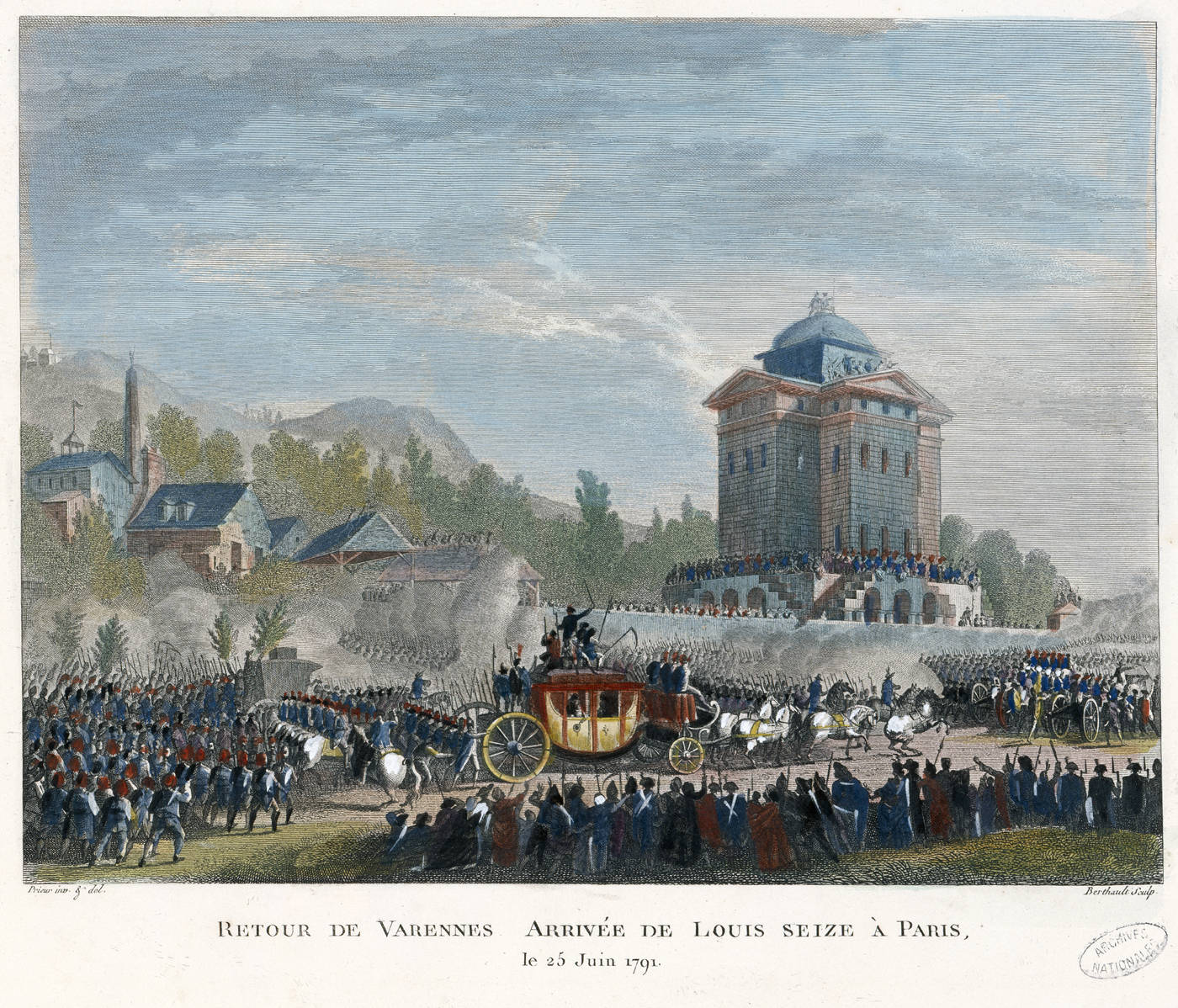
Arrivée de Louis XVI à Paris le 25 juin 1791.

En 1782, devant la recrudescence de la fraude, la Ferme générale proposa d'encercler Paris d'un mur continu percé de barrières. Au bord du quartier des Ternes « le mur murant Paris, [qui] rend Paris murmurant » était percé de trois portes :
- la barrière de l'Étoile, composée de deux grands bâtiments carrés ornés de colonnes à bossages cubiques, situés au débouché des rues de Presbourg et de Tilsitt ;
- la barrière du Roule, important bâtiment coiffé d'une coupole, situé à l'emplacement de l'actuelle place des Ternes. Elle vit passer Louis XVI à son retour de Varenne ;
- la barrière de Courcelles, à l'extrémité du chemin de Courcelles, présentait un monument disproportionné eu égard à sa faible fréquentation un véritable temple grec, une maquette de future église de la Madeleine.

Une des conséquences de cette enceinte fut de favoriser le développement des villages limitrophes. Aussitôt, des guinguettes s'établirent aux abords des barrières, accueillant le soir et en fin de semaine une foule de peuple assoiffé de bon air et de plaisirs champêtres et aussi de vin de Suresnes ou de Montmartre « hors taxes » puisque servi à l'extérieur de l'octroi. Ce sera dès 1812 l'origine du caractère festif du haut de l'avenue de Wagram. En 1812, Dourlans, un vétéran de la Garde impériale, juge le moment opportun pour y ouvrir une guinguette qui deviendra la salle Wagram, à distance réglementaire de l'enceinte des Fermiers généraux, entre la barrière de l'Étoile et celle du Roule, à qui, selon l’ordonnance royale du 10 avril 1783, stipulait « qu’il ne seroit point élevé de construction sur les terrains qui resteront hors l’enceinte, qu’à 50 toises de distance de la clôture » (soit 97 m).

### L'enceinte de Thiers

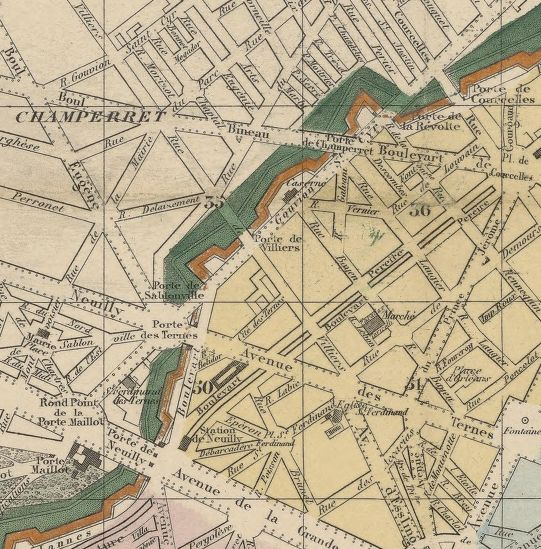
Les fortifications de Thiers sur un plan de Vuillemin de 1872.

La construction des fortifications de Thiers interrompt la route de la Révolte et isole le quartier des Ternes du reste de la commune de Neuilly à laquelle il resta administrativement rattaché jusqu'en 1863 et son annexion par Paris. Quatre bastions (no 48 et no 51) protégeaient le quartier entre lesquels s'ouvraient sept portes : la porte Maillot, la porte des Ternes, la porte de Sablonville, la porte de Villiers, la porte Champerret, la porte de la Révolte et la porte de Courcelles.
La route départementale no 11 assure alors la continuité entre la porte Maillot et la porte de Champerret en contournant les forts par l’extérieur. Le tronçon longeant intérieurement l'enceinte fortifiée, futur boulevard Gouvion-Saint-Cyr, devient un élément de la rue militaire.

### Ferdinandville et l'urbanisation des Ternes
Le hameau des Ternes était très modeste jusqu'à la fin du XVIIIe siècle puisqu'il ne comptait en 1755 que 18 maisons. Le village des Ternes ne se développera qu'au début du XIXe siècle, quand Paris connaîtra sa ruée vers l'ouest.
Vers 1820, sous l'impulsion de grands spéculateurs-promoteurs, Pierre Demours et Lombard, les alentours du château se couvrent de maisons, notamment le long de la rue de Villiers et de la route de Saint-Germain (avenue des Ternes). Demours perce la rue qui porte son nom et lotit des parcelles avec sa fille (épouse de Saint-Sénoch). La construction du chemin de fer d'Auteuil, le percement de rues nouvelles feront disparaître les derniers vestiges du parc du château.
Le hameau devient un village, une petite bourgade de 8 000 habitants en 1840 et un lotissement, dénommé à l'époque « Ferdinanville », est créé de toutes pièces à proximité de la place de l'Étoile. Vingt-cinq ans plus tard, en 1863, lorsque l’agglomération des Ternes sera rattachée à Paris, elle compte 16 000 habitants.

### Naissance de la paroisse et construction de l’église

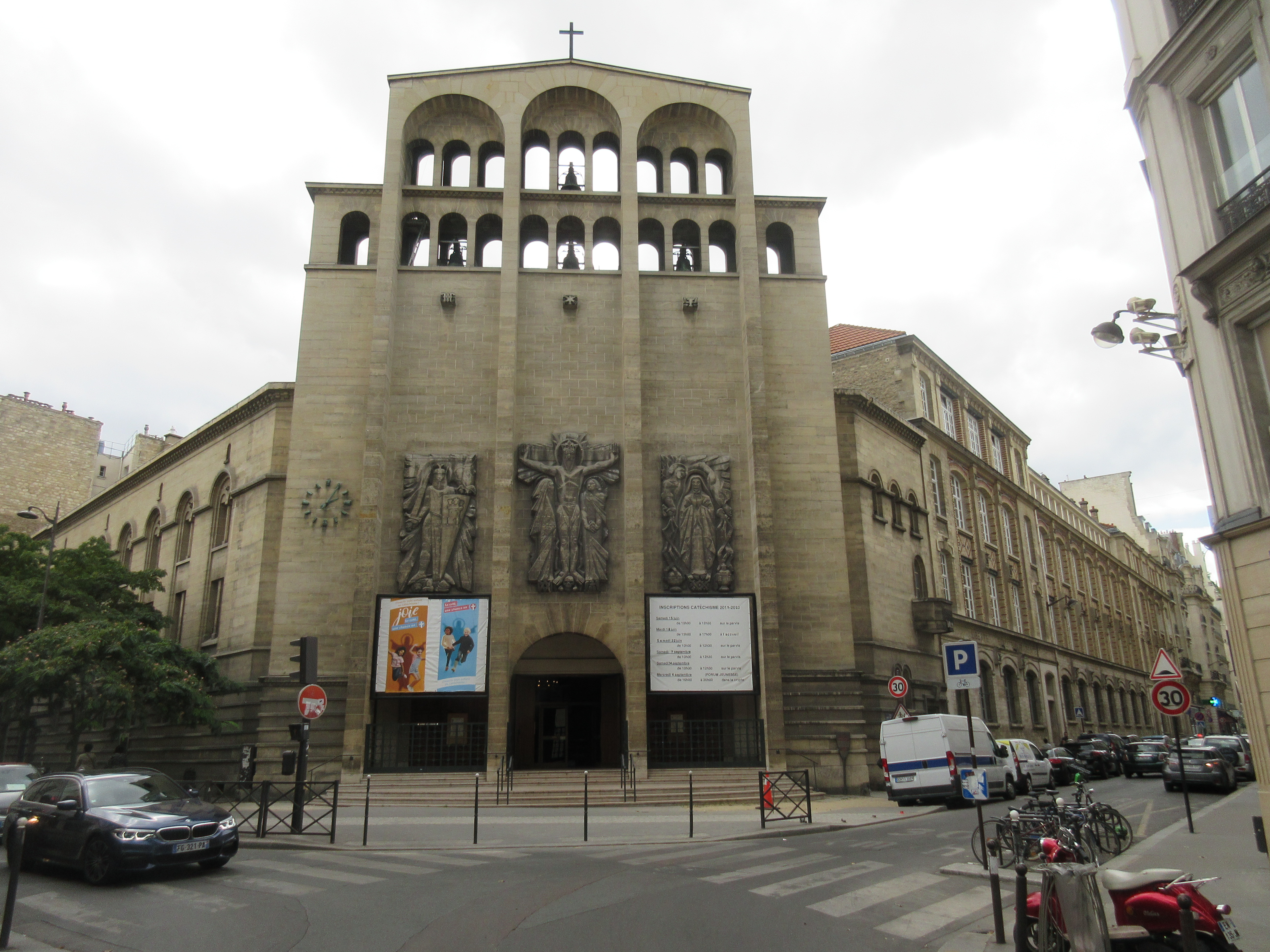
Église Saint-Ferdinand-des-Ternes.

Une chapelle fut bâtie sur une parcelle de terrain qui appartenait au château des Ternes et à monsieur de Verzy, conseiller municipal de Neuilly. Elle se situait à l'emplacement de l'actuelle villa des Ternes. Il n'y a plus de traces de cette chapelle dans l'enceinte de la villa des Ternes sauf le nom d'une petite rue baptisée « avenue de la Chapelle » et un panneau historique de la ville de Paris situé par erreur[réf. nécessaire] devant l'église paroissiale qui ressemblait plutôt à un hangar qu'à une église. Le panneau historique de la ville de Paris planté devant l'église actuelle a été déplacé et correspond à cette première chapelle[réf. nécessaire].
Elle servit de lieu de culte aux habitants des Ternes jusqu'à la construction d'une église paroissiale un terrain offert par le marquis d'Armaillé en 1842. La première église Saint-Ferdinand-des-Ternes est inaugurée en 1847. Œuvre de l'architecte Lequeux, elle a été agrandie en 1875-1877. Le 31 octobre 1937 commence la construction de l'église actuelle, sur les plans des architectes Paul Thédon, Frédéric Bertrand et Pierre Durand, ils ne s'achèveront qu'en 1957. Une rénovation et mise aux normes de grande ampleur ont eu lieu de 2011 à 2015.

### Quartier berceau de l'automobile
Dès la fin du XIXe siècle, de nombreux constructeurs et concessionnaires d'automobiles, de vélocipèdes et d'accessoires s’implantèrent dans tout le quartier autour de Ferdinandville : sur l'avenue de la Grande-Armée, les boulevards Gouvion-Saint-Cyr et Pereire, les rues Villaret-de-Joyeuse, Brunel, Débarcadère, Guersant…).
Dans le bottin de l'année 1900, on trouve plus de 50 adresses de tels établissements, soit plus de la moitié de l'ensemble des rubriques correspondantes. De 1894 à 1900, les premiers salons de l'automobile et du vélocipède ont lieu salle Wagram (Montenotte).
Dans tout le quartier et particulièrement autour de l'avenue de la Grande-Armée, on trouve aujourd'hui encore de nombreuses entreprises liées à l'automobile et aux cycles : le siège de Peugeot et celui de Valéo, mais aussi de nombreux concessionnaires, des garages, des marchands de motos et de scooters.
Le quartier a honoré et gardé le souvenir de ces pionniers : au centre de la place Saint-Ferdinand trône la statue de Serpolet et dans le square Alexandre-et-René-Parodi attenant à la porte Maillot, on trouve une fontaine commémorant l'arrivée du Paris-Bordeaux-Paris de 1895, à la gloire d'Émile Levassor.

## Principales voies du quartier
Liste établie à partir des fichiers de la Mairie pour les bureaux de vote 

en italique les rues et places sans aucun votant (pas d'habitant).

### Avenues
- Avenue Carnot
- Avenue de la Grande-Armée
- Avenue de Neuilly
- Avenue de la Porte-de-Champerret
- Avenue de la Porte-des-Ternes
- Avenue de la Porte-de-Villiers
- Avenue de Péterhof
- Avenue de Salonique
- Avenue de Verzy
- Avenue de Villiers
- Avenue de Wagram
- Avenue des Ternes
- Avenue Mac-Mahon
- Avenue Niel
- Avenue Stéphane-Mallarmé
- Avenue Yves-du-Manoir

### Boulevards
- Boulevard d'Aurelle-de-Paladines
- Boulevard de Courcelles
- Boulevard de Dixmude
- Boulevard de l'Yser
- Boulevard de la Somme
- Boulevard Gouvion-Saint-Cyr
- Boulevard Pereire
- Boulevard Pershing

### Rues
- Rue Alexandre-Charpentier
- Rue Anatole-de-La-Forge
- Rue Aumont-Thiéville
- Rue Bayen
- Rue Belidor
- Rue Brey
- Rue Brunel
- Rue Catulle-Mendès
- Rue Charles-Tournemire
- Rue Cino-Del-Duca
- Rue Claude-Debussy
- Rue d'Armaillé
- Rue d'Armenonville
- Rue d'Héliopolis
- Rue de Courcelles
- Rue de l'Arc-de-Triomphe
- Rue de l'Étoile
- Rue de Montenotte
- Rue de Sablonville
- Rue de Saint-Senoch
- Rue de Tilsitt
- Rue Denis-Poisson
- Rue des Acacias
- Rue des Colonels-Renard
- Rue des Dardanelles
- Rue des Renaudes
- Rue des Ternes
- Rue Descombes
- Rue du Caporal-Peugeot
- Rue du Colonel-Moll
- Rue du Débarcadère
- Rue du Dobropol
- Rue du Général-Lanrezac
- Rue du Sergent-Hoff
- Rue Émile-Allez
- Rue Faraday
- Rue Fourcroy
- Rue Galvani
- Rue Guersant
- Rue Guillaume-Tell
- Rue Gustave-Charpentier
- Rue Jacques-Ibert
- Rue Jean-Baptiste-Dumas
- Rue Jean-Moréas
- Rue Labie
- Rue Laugier
- Rue Lebon
- Rue Louis-Vierne
- Rue Marcel-Renault
- Rue Milne-Edwards
- Rue Pierre-Demours
- Rue Poncelet
- Rue Rennequin
- Rue Roger-Bacon
- Rue Ruhmkorff
- Rue Saint-Ferdinand
- Rue Saussier-Leroy
- Rue Torricelli
- Rue Troyon
- Rue Vernier
- Rue Villaret-de-Joyeuse
- Rue Villebois-Mareuil
- Rue Waldeck-Rousseau

### Places
- Place Boulnois
- Place de l’Étoile
- Place de la Porte-de-Champerret
- Place de la Porte-Maillot
- Place de la Porte-des-Ternes
- Place des Ternes
- Place du Général-Kœnig
- Place Jules-Renard
- Place Saint-Ferdinand
- Place Tristan-Bernard
- Place Yvon-et-Claire-Morandat

### Divers
- Avenue de la Chapelle (impasse)
- Avenue des Arts (impasse)
- Avenue des Pavillons (impasse)
- Cité Férembach
- Impasse des Deux-Cousins
- Jardin Alexandre-Soljenitsyne
- Passage des Acacias
- Passage Doisy
- Passage Poncelet
- Passage Roux
- Square de Vivarais
- Square du Graisivaudan
- Square Gaston-Bertandeau
- Square Gouvion-Saint-Cyr
- Square Marguerite-Long
- Square Villaret-de-Joyeuse
- Villa Aublet
- Villa Berthier
- Villa de la Grande-Armée
- Villa Guizot
- Villa Laugier
- Villa Niel

## Édifices et monuments
- Château des Ternes
- Église Notre-Dame-de-Compassion
- Église Saint-Ferdinand-des-Ternes
- Palais des congrès de Paris